# Куне (острів)
Куне (алб. Ishulli i Kunes) — острів, розташований біля узбережжя Албанії в Адріатичному морі.

## Географія
Острів лежить у дельті річки Дрин поблизу міста Лежа і має площу 1,4 квадратного кілометра. Острів знаходиться в 1,5 кілометра від узбережжя.

## Природа
Острів Куне відрізняється екстравагантним і різноманітним рослинним світом, включаючи такі рослини, як невеликі середземноморські чагарники до ясенових і вербових лісів. Дика природа також багата: на острові мешкає близько сімдесяти видів птахів, двадцять два види рептилій, шість видів амфібій і двадцять три види ссавців.

## Пляжі
Неподалік знаходяться однойменні пляжі Тале і Куне.